# Janel McCarville
Janel McCarville (* 3. November 1982 in Stevens Point, Wisconsin, Vereinigte Staaten) ist eine professionelle Basketball-Spielerin. Zuletzt spielte sie 2016 für die Minnesota Lynx in der Women’s National Basketball Association.

## Karriere

### College
Janel McCarville spielte bis 2005 für die Golden Gophers, dem Damen-Basketballteam der University of Minnesota. In den vier Jahren für die Gophers stand sie immer in der Startformation. 2004 führte sie gemeinsam mit Lindsay Whalen die Gophers bis ins Final Four des NCAA Division I Basketball Championship.

### Women’s National Basketball Association
Janel McCarville wurde im WNBA Draft 2005 von den Charlotte Sting an der ersten Stelle ausgewählt. McCarville spielte zwei Saisons für die Sting, konnte aber in keiner der beiden Saisons die Erwartungen erfüllen, die man in sie als ersten Draft-Pick gesteckt hatte. Nachdem die Sting ihren Spielbetrieb nach der Saison 2006 aufgelöst hatten, wurde sie im Dispersal Draft von den New York Liberty ausgewählt. In New York konnte sie endlich an die Leistungen aus dem College anschließen. McCarville beendete die Saison 2007 mit einem Punkteschnitt von 10,4 Punkten pro Spiel. Für diese Leistungssteigerung zur Vorsaison wurde sie am Ende der Saison zum WNBA Most Improved Player gewählt. Auch in den Jahren 2008 bis 2010 zählte sie zur Stammformation der Liberty. Obwohl sie in den Saisons 2011 und 2012 an das Team aus New York gebunden war, bestritt sie kein Spiel in der Liga. Vor der Saison 2013 wechselte McCarville im Rahmen eines Trade zu den Minnesota Lynx, mit denen sie auf Anhieb die WNBA-Meisterschaft gewann. Nachdem sie 2014 weiter zur Startformation der Lynx zählte, verzichtete sie aus gesundheitlichen Gründen auf die Saison 2015. Nach ihrer Rückkehr im Jahr 2016 war sie dann aber nur noch eine Ergänzungsspielerin bei dem Team aus Minnesota.
Bis zu diesem Zeitpunkt bestritt McCarville in 9 WNBA-Saisons in der regulären Saison286 Spiele, dabei stand sie 190 Mal in der Startformation und erzielte 2.215 Punkte, 1.261 Rebounds und 551 Assists. In 27 Playoff-Partien (davon 23 in der Startformation) erzielte sie 208 Punkte, 129 Rebounds und 61 Assists.

### Europa
In der Saisonpause der WNBA spielte Janel McCarville wie viele WNBA-Spielerinnen in Europa. Sie stand dabei für Teams aus der Slowakei, Russland, Italien, der Türkei und Polen und auf dem Platz. Zuletzt spielte sie in der Saison 2015/16 dabei für das türkische Team von Agü Spor Kayseri.